# Biocentrismus
Biocentrická filosofie či biocentrismus je filosofický princip myšlení, jehož podstatou je přesvědčení, že příroda neexistuje proto, aby sloužila lidem, ale naopak. Člověka chápe jako součást přírody, jedním druhem mezi mnoha jinými. Všechny druhy mají právo existence a to nikoli samy o sobě, ale kvůli sobě samým, bez ohledu na jejich užitečnost pro lidstvo. Podstatou myšlenky je hodnota, podstatná pro rozvoj veškerého, nejen lidského života, tzv. biodiverzita, tedy jeho různorodost. Vše, oč biocentrismus usiluje, je dokázat, že sám o sobě je přírodním zákonem existujícím nezávisle na jeho subjektivním přijetí. Je protikladem antropocentrismu. Biocentrismus je přirozeným přístupem a existuje tedy ve filosofii stejně dlouho, jako ona sama,[zdroj?] i když své individuální protagonisty nachází až v moderním věku. Je tomu tak proto, že moderní průmyslová společnost tento princip ignoruje se všemi důsledky, proto logicky vynutila systémem akce - reakce jak specifický teoretický filosofický směr, tak hnutí, která jej praktikují.
Biocentrismus bývá též nazýván hlubinnou ekologií.
O biocentrismu pojednávají biolog Robert Lanza a astronom Bob Berman ve své knize “Biocentrismus: Život a vědomí jako klíče k pochopení opravdové povahy vesmíru”. Nabízejí tím nový pohled na chápání podstaty vesmíru skrze biocentrickou filozofii. V tomto díle mimo jiné detailně popisují na základě vědeckých poznatků důležitost lidské přítomnosti u pohybu částic a přicházejí se sedmi principy, jež biocentrismus definují.
Principy biocentrismu dle Lanzy a Bermana
První princip biocentrismu: To, co člověk vnímá jako realitu, je pouze proces, který zahrnuje naše vědomí
První princip poukazuje na nutnost přítomnosti lidského vědomí při vnímání reality. Tvrdí, že nelze zkoumat chování věcí či jevy bez přítomnosti lidského oka. Pakliže lidské oko chybí, lze mluvit jen o pravděpodobnosti výskytu daného jevu. Jako příklad uvádí Robert Lanza duhu, jejíž existence je podmíněna lidským okem, jež na ni nahlíží z určitého úhlu.
Druhý princip biocentrismu: Naše vnější a vnitřní vjemy jsou tak propleteny, že je nelze rozplést. Jsou různými stranami téže mince a nelze je oddělit.
Tvrzení, že nelze oddělit vnější a vnitřní vjemy, jelikož vnější svět je vždy vnímán skrze lidský mozek, ve kterém probíhá smyslové vnímání. Nelze tedy tyto dva prvky úplně odlišit, jelikož to, co vidíme, je jen naše mysl. Jediná realita probíhá v přítomnosti na základě našeho vlastního zprostředkování.
Třetí princip biocentrismu: Chování subatomárních částic - vlastně všech částic a objektů - je nerozlučně spojeno s přítomností nějakého pozorovatele. Bez přítomnosti vědomého pozorovatele by existovaly přinejmenším jen v neurčitém stavu vln pravděpodobnosti.
Třetí princip se opírá o vědecké pozorování. Na základě pozorování částic lze vyvodit, že přítomný pozorovatel do jisté míry ovlivňuje případný pohyb částic, jež jsou pozorovány. Nutno také zdůraznit, že částice existují v rámci páru a tento pár funguje, aniž by musel nutně být spojen časem či prostorem. Tento objev vyvrací Einsteinovo tvrzení o „lokálnosti“, která tvrdí, že nic nemůže ovlivnit nic jiného nadsvětelnou rychlostí, jelikož páry reagovaly rychlostí vyšší. Částice existují pouze v určitých vlnách, které definují možnou polohu částic. Avšak až s přítomností pozorovatele částice vykonávají pohyb.
Čtvrtý princip biocentrismu
Vnímání a tvorba zákonů v biocentrismu úzce souvisí s kvantovou teorií, která přinesla ve 20. století revoluci v lidském myšlení – zabývá se pravděpodobností. Předpokládá pravděpodobnost míst, na nichž se mohou objevit částice a snaží se odhadnout jejich chování. Po nespočtu experimentů kvantové teorie, biocentrismus dospívá k názoru, že nikdy nemůžeme dospět k žádným zákonům bez pozorovatele, jen skrze pozorování můžeme vytvořit realitu. Každý vesmír bez pozorovatele existuje jen v pravděpodobnosti.
Pátý princip biocentrismu
Biocentrismus prosazuje, že kdekoliv je život, rychle se kolem něj objevuje svět, který je stvořen pro život živočichů. Ovšem vesmír nám není přizpůsoben náhodou, otázkou zůstává, proč vesmír vypadá tak, jako by byl pro člověka navržen? Klíčovou odpovědí pro biocentrismus je antropický princip, který udává, že prostředí se vytváří podle toho, co je zapotřebí.  Další uplatňující princip (navazující na čtvrtý princip biocentrismu) hovoří o vesmíru, který má tak vhodné vlastnosti, protože byl navržen pro pozorovatele. Ti jsou nutní vůbec už jen ke vzniku vesmíru, který se předtím nachází pouze v nejasném nedeterminovaném stavu, svůj stav musí přizpůsobit tomu, aby umožňoval i život pozorovatele.
Šestý princip biocentrismu
Biocentrismus zpochybňuje čas (jak ho vnímáme my), naše jednotlivé aktivity dávají času podobu směřování kupředu, avšak pohyb je řada nespojených, ustálených událostí, které si člověk propojuje pro sebe v mysli. Čas je jen lidským konstruktem mysli – proto, aby mohl mimo jiné popisovat události, které se odehrávají jindy, než nyní (což je v biocentrismu jediný čas, kdy naše mysl existuje). Čas považován jako něco subjektivního – něco, na čem jsme se vzájemně dohodli. Neexistuje mimo náš svět, my stárneme a měníme se, protože máme čas, který je vytvořen speciálně pro nás. Je postaven mimo reálnou existenci, je to jen způsob, kterým živočich vnímá okolní vesmír.
Sedmý princip biocentrismu
Dennodenně je člověk nucen podléhat času a prostoru, jehož existenci dokládají naše fyzické zkušenosti. Prostor nelze zkoumat jako věc v laboratoři – nelze určit, kde jsou hranice jednoho objektu a kde začínají hranice objektu druhého, objekty vnímáme v jejich komplexnosti. Pokud prostor vnímáme jen jako naši vnitřní součást, pak vše co je vně, bude ve vědomí živočichů propojeno. Prostor neexistuje sám o sobě mimo živočicha, jsme to opět my, kdo si prostor tvoří sám pro sebe.
Biocentrismus se dá považovat za odrazový můstek ještě k hlubšímu bádání a také zkoumání přírody a vesmíru. Pojímá vesmír tak, že neexistuje žádný zvláštní fyzikální vesmír. Prostor a čas existují pouze v naší mysli, jsou pouze iluzí a nástrojem našeho vnímání. Realita je tvořena pouze naším vědomím. Všechny příležitosti jsou pouze tady a teď, svobodná vůle člověka není ani vyžadována, ani odmítána. Má však i své hranice, i přesto, že vysvětluje chod věcí takové, jaké jsou.
Lidské výtvory jsou však den ode dne dokonalejší, absencí základní otázky, co je podstatou reality či vesmíru jako celku. Dříve byla prvotní myšlenka obhajována bohem, nyní se není k čemu odkázat, protože tato filozofie nezaujímá vůči Bohu žádné stanovisko, naopak se kloní k principům východních náboženství. Tvrdí, že je chybný celkový světový názor, a že řešení spočívá ve změně lidského chápání.